# Bira (Russia)
Bira (in lingua russa Бира) è un centro abitato dell'Oblast' autonoma ebraica, situato nell'Oblučenskij rajon.